# Nándorválya
Nándorválya románul: Valea Nandrului, település Romániában, Erdélyben, Hunyad megyében.

## Fekvése
Vajdahunyadtól északnyugatra, a Pestes-patak jobb partján fekvő település.

## Története
Nándorválya nevét 1733-ban említette először oklevél Válya néven.
1760-ban Vale Nándrului, 1808-ban Nándorallya ~ Nándorválya, Válya-Nándruluj, 1861-ben Nándor-Válya, 1913-ban
Nándorválya néven írták.
A trianoni békeszerződés előtt Hunyad vármegye Vajdahunyadi járásához tartozott.